# Teatro Francesco Cilea
Il teatro comunale Francesco Cilea di Reggio Calabria è intitolato alla memoria del compositore calabrese, nato a Palmi, Francesco Cilea.
Situato di fronte a palazzo San Giorgio, l'edificio occupa un'area compresa tra il corso Garibaldi ad ovest, la via cattolica dei Greci a sud, la via del Torrione ad est e la via Osanna a nord.
Con una capacità di 1 500 posti è il teatro più grande in Calabria.

## Struttura

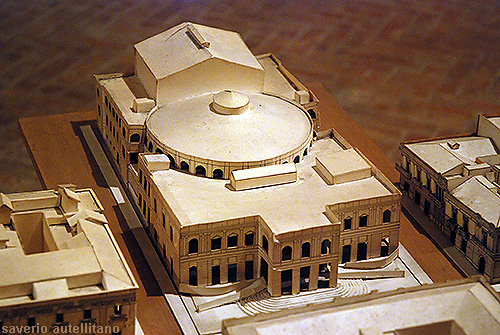
Modellino del Teatro Cilea.

### Esterno
I locali a piano terra (che si affacciano sul Corso Garibaldi) per molti anni furono adibiti ad uffici e ritrovi, i seminterrati furono invece utilizzati per convegni e mostre.
Le linee esterne sono ispirate all'architettura classica per volere del sindaco Giuseppe Valentino, infatti egli volle che tra i tanti edifici di Reggio, ve ne fosse qualcuno che riprendesse le forme architettoniche dell'antica città magnogreca.

### Interno

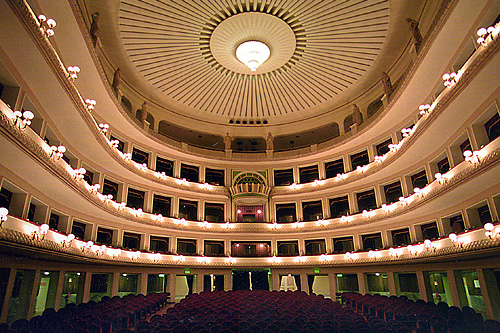
La grande sala del Teatro Cilea

La grande sala di stile modernista, che ha sostituito negli anni '60 quella originale in stile neo-classico inaugurata nel 1931 quando l'intero teatro fu ricostruito dopo il disastroso terremoto del 1908, è disegnata a forma di ferro di cavallo e presenta tre ordini di palchi ed un loggione, con un ampio palco reale posto al centro, tra la seconda e terza fila di palchi.

Al primo piano il teatro ospita la Pinacoteca civica di Reggio Calabria che espone pregiate opere pittoriche acquisite dall'antico museo cittadino grazie a lasciti, donazioni e acquisti.

## Storia

### Strutture precedenti

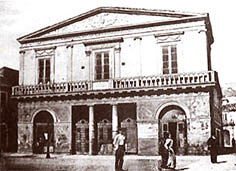
L'antico Real Teatro Borbonio distrutto dall'ultimo terremoto

Con l'elevazione a capoluogo della Calabria Ultra Prima del 1816, la città di Reggio fu dotata di nuovi palazzi, tra i quali il Real Teatro Borbonio, che era stato ideato ai tempi del governo di Gioacchino Murat e che fu poi realizzato su progetto dell'ingegnere reggino Stefano Calabrò Anzalone ed inaugurato per l'onomastico del Re Ferdinando I delle Due Sicilie il 30 maggio 1818.
Il vecchio teatro sorgeva tra la Via dei Bianchi e l'antica Via Terme, nella zona dove oggi sorge il Palazzo delle Poste. Sopraelevato nel 1850 per ospitare il Circolo di Società, fu demolito in seguito ai gravi danni subiti durante il terremoto del 1908.
Un'altra struttura operante in città dal 1882 era il baraccone denominato Arena Garibaldi in Piazza Caserme (nei pressi dell'attuale Villa Comunale Umberto I dove oggi sorge il Palazzo della Questura), ebbe lo scopo di offrire nei mesi estivi qualche svago ai reggini, ma anche questa struttura fu completamente distrutta dal sisma del 1908.
Il 21 agosto 1913, grazie anche all'interessamento del ministro Giuseppe de Nava, su progetto del cugino, l'ing. Pietro de Nava, fu posata con solennità la prima pietra del Teatro Garibaldi, i lavori procedettero fino allo scoppio del primo conflitto mondiale. Probabilmente a causa della scarse risorse finanziarie i lavori non ricominciarono, ma la struttura continuò a funzionare nei mesi estivi (nel 1928 ospitò un concerto per le celebrazioni Mariane di settembre, negli anni trenta, fu completamente abbandonato e l'area riutilizzata come maneggio per equitazione.

### La nascita del Cilea

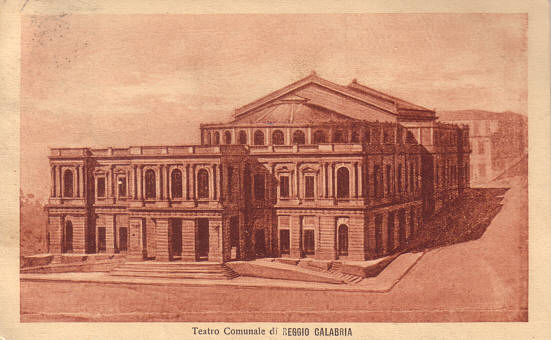
Un'antica cartolina raffigurante il nuovo teatro comunale intitolato a Cilea

La costruzione fu realizzata, grazie all'allora ministro Giuseppe de Nava ed al sindaco Giuseppe Valentino (Sindaco della ricostruzione dopo il terremoto del 1908) in varie riprese, su progetto degli ingegneri Domenico De Simone e Laviny. L'inaugurazione avvenne nel 1931.
Nel secondo dopoguerra la sala del Teatro Cilea viene ampliata, viene data nuova forma alla linea dei palchi, il soffitto diventa sontuoso imponente, ed il boccascena con la nuova cavea per l'orchestra molto elegante; il Cilea diviene così una struttura tra le più belle e funzionali d'Italia e viene reinaugurato dal sindaco Domenico Mannino il 25 febbraio del 1964 con l'opera Il Trovatore di Giuseppe Verdi.
La gestione della struttura viene affidata fin dall'inizio in concessione alla "SAR di Paolo e Francesco Montesano" e per oltre un ventennio, la struttura accoglie compagnie di prosa, varietà e teatrali, che vantavano i più bei nomi del panorama artistico italiano ed internazionale del dopoguerra.
Nel 1985 la commissione di vigilanza della prefettura dichiara inagibile parte del teatro, più precisamente tutto il settore dei palchi, per necessari radicali lavori di ristrutturazione e di adeguamento alle più recenti norme antincendio.
La struttura rimase operativa fino al 1994 con agibilità limitata e finalmente nel 1996 vennero iniziati i necessari lavori di ristrutturazione ed adeguamento alle normative, che, dopo quasi diciotto anni, restituirono il Teatro Comunale Cilea alla città di Reggio, pronto a proseguire sulle orme degli anni sessanta la sua gloriosa tradizione artistica e culturale, accogliendo gli artisti più importanti di questo primo scorcio del XXI secolo.

## Responsabili del teatro

### Direttori artistici
- Julian Kovatchev, direttore artistico per le stagioni d'Opera e i concerti sinfonici
- Maria Pia Liotta, direttrice artistica per la danza
- Geppy Gleijeses, direttore artistico per la prosa
- Gianluca Macheda, consulente musicale

## Galleria d'immagini

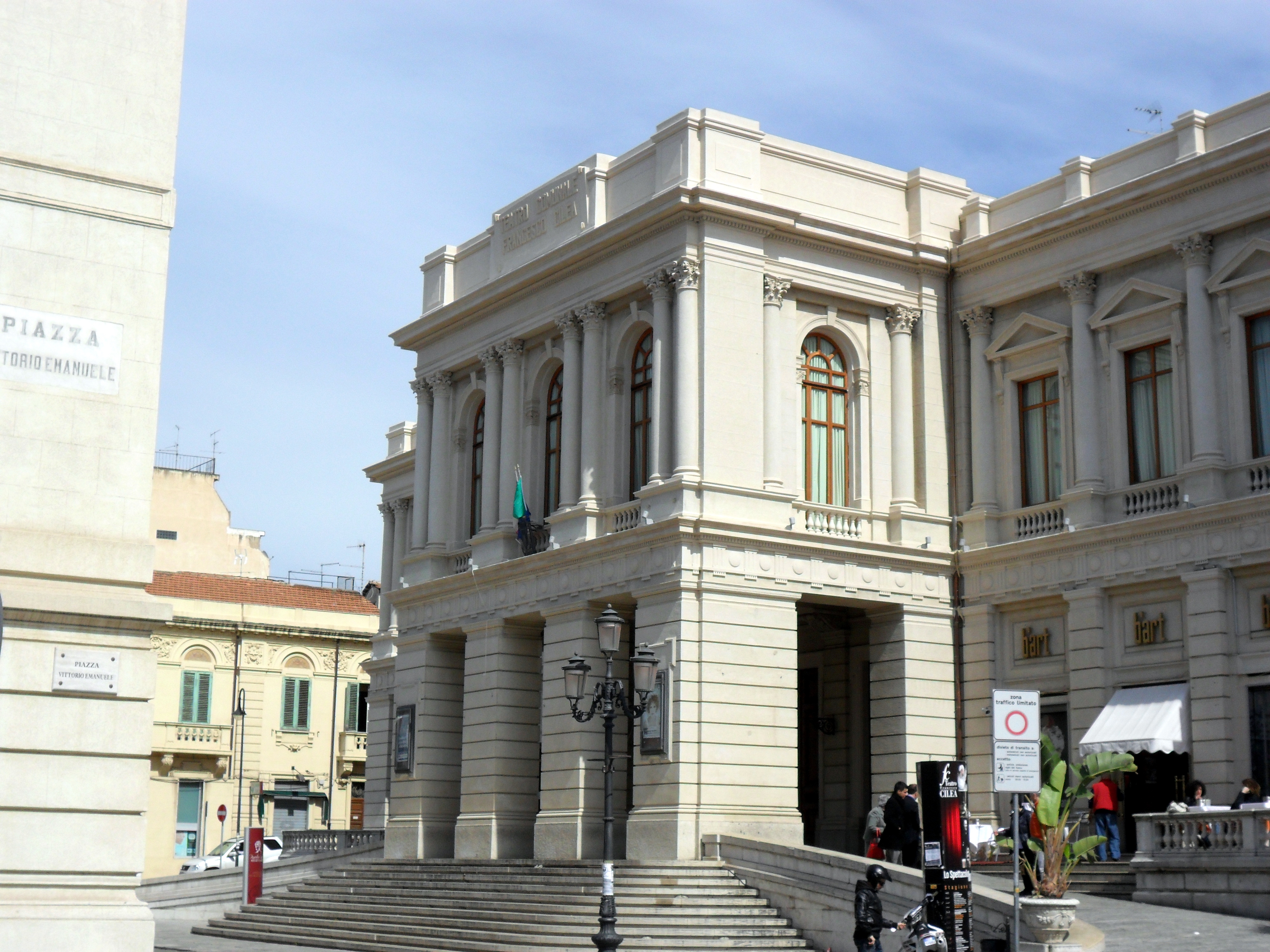
Prospetto principale
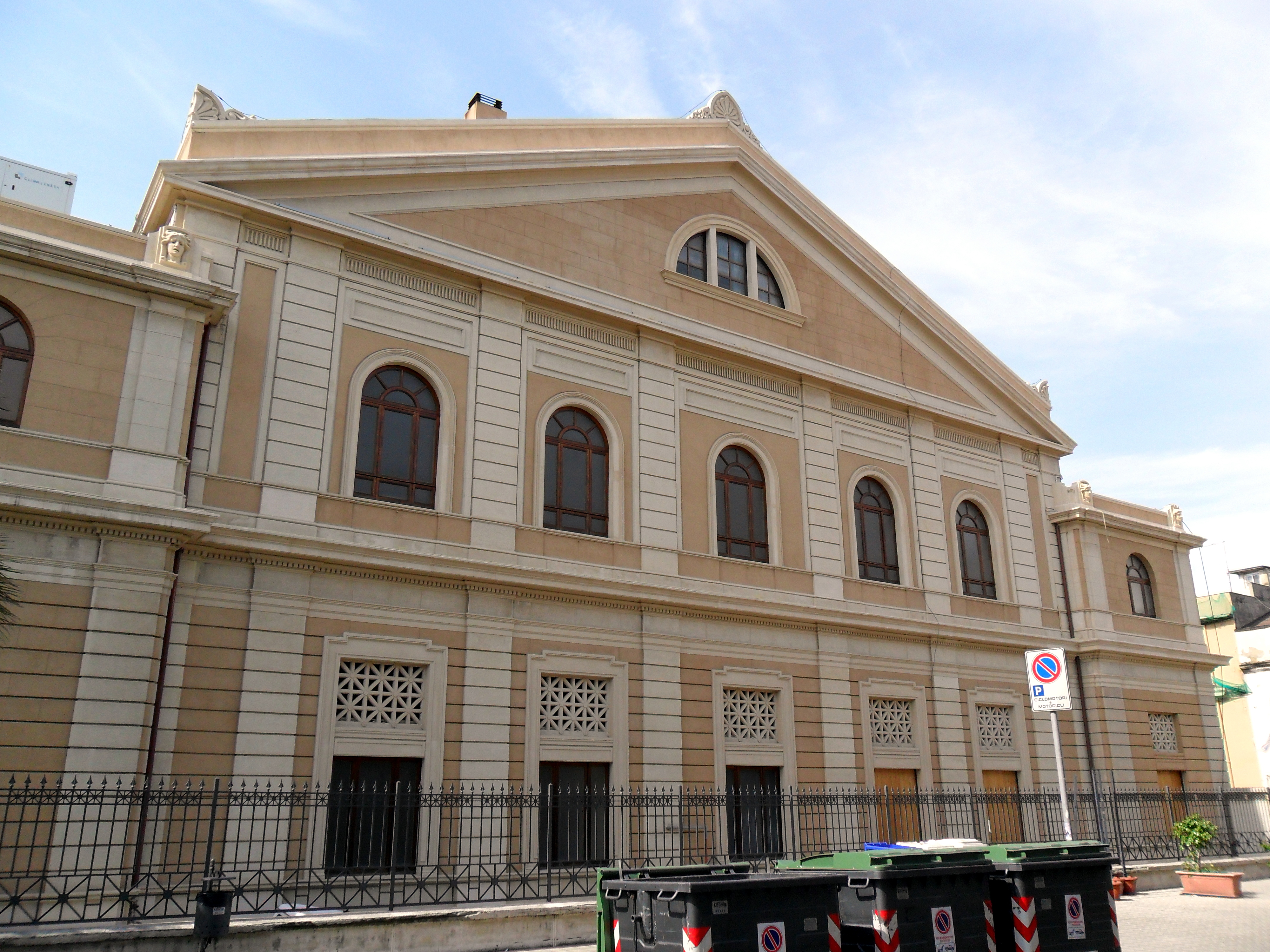
Prospetto posteriore  su via delTorrione